# Ǭ̂
Ǭ̂ (minuscule : ǭ̂), appelé O macron accent circonflexe ogonek, est une lettre latine utilisée dans l’écriture du kaska.
Il s’agit de la lettre O diacritée d’un macron, d’un accent circonflexe et d’un ogonek.

## Représentations informatiques
Le O macron accent circonflexe ogonek peut être représenté avec les caractères Unicode suivants : 
- précomposé et normalisé NFC (latin étendu B, diacritiques) :

| formes    | représentations | chaînes de caractères | points de code | descriptions                                                              |
| --------- | --------------- | --------------------- | -------------- | ------------------------------------------------------------------------- |
| capitale  | Ǭ̂               | Ǭ◌̂                    | U+01EC U+0302  | lettre majuscule latine o ogonek et macron diacritique accent circonflexe |
| minuscule | ǭ̂               | ǭ◌̂                    | U+01ED U+0302  | lettre minuscule latine o ogonek et macron diacritique accent circonflexe |

- décomposé et normalisé NFD (latin de base, diacritiques) :

| formes    | représentations | chaînes de caractères | points de code              | descriptions                                                                                   |
| --------- | --------------- | --------------------- | --------------------------- | ---------------------------------------------------------------------------------------------- |
| capitale  | Ǭ̂               | O◌̨◌̄◌̂                  | U+004F U+0328 U+0304 U+0302 | lettre majuscule latine o diacritique ogonek diacritique macron diacritique accent circonflexe |
| minuscule | ǭ̂               | o◌̨◌̄◌̂                  | U+006F U+0328 U+0304 U+0302 | lettre minuscule latine o diacritique ogonek diacritique macron diacritique accent circonflexe |